# Victor Borge
Børge Rosenbaum, bolj znan pod psevdonimom Victor Borge, danski komik in pianist, * 3. januar 1909, København, Danska, † 23. december 2000, Greenwich, Connecticut, ZDA.
Bil je danski komik, voditelj in pianist, ki je dosegel veliko popularnost na radiu in televiziji v ZDA in v Evropi. Zaradi njegovih glasbenih interpretacij in komedije je dobil vzdevka nemelanholični Danec in veliki Danec.

## Življenjepis
Rodil se je leta 1909 v Københavnu, v judovski družini. Njegova starša Bernhard in Frederikke Rosenbaum sta bila oba glasbenika v Danskem kraljevem orkestru. Že v ranem otroštvu je začel igrati klavir in dosegel velike uspehe. Leta 1918 je zaradi svoje nadarjenosti prejel štipendijo Danske kraljeve akademije za glasbo. V naslednjih letih je veliko koncertiral po Evropi.
Med 2. svetovno vojno je emigriral v Združene države Amerike, kjer si je nadel psevdonim Victor Borge. Delati je začel na radiu Rudy Vallee, vendar je hitro napredoval in leta 1942 prejel nagrado za najboljšega radijskega glasbenika. V naslednjih letih je tudi vodil The Victor Borge Show pri televizijski hiši NBC. Tam je razvil svoj komičen slog interpretacije znanih del klasičnih skladateljev. Njegova komična predstava Comedy in Music je dosegla neverjeten uspeh, saj je bila med letoma 1953 in 1956 uprizorjena kar 849-krat in bila tako vpisana v Guinnessovo knjigo rekordov. Nastopal je po veliko znanih glasbenih ustanovah, med drugim je bil tudi gost v otroški oddaji The Muppet Show.
Victor Borge je z nastopanjem nadaljeval vse do svojih zadnjih dni, ko je nastopal po 60-krat na leto. Umrl je leta 2000, ravno po povratku s svojega zadnjega koncerta na Danskem.